# Julieta Ramírez Padilla
Julieta Andrea Ramírez Padilla (Mexicali, Baja California; 2 de marzo de 1995) es una política mexicana, miembro del partido Morena. Es senadora de la República por Baja California desde el 1 de septiembre del 2024 y fue diputada federal para el periodo de 2021 a 2024.

## Trayectoria académica
Es licenciada en Derecho y maestra en Administración Pública egresada de la Universidad Autónoma de Baja California (UABC), tiene estudios en Derecho y Política Internacional en la Universidad Complutense de Madrid y en Ciencias Políticas y Administración Pública en la Universidad Nacional Autónoma de México (UNAM). Cuenta con diplomados en Defensa Internacional de los Derechos Humanos por el Centro Latinoamericano de Derechos Humanos y la Universidad de Zaragoza; y en Políticas Públicas en Materia de Juventud por la UNAM.

## Trayectoria profesional
De 2014 a 2016 laboró en la secretaría de Desarrollo Social del municipio de Mexicali en el ayuntamiento presidido por Jaime Rafael Díaz Ochoa, en 2018 fue integrante del grupo Mujeres Morena en Mexicali y el mismo año fue coordinadora de Proyectos Estratégicos en el gobierno de Mexicali.

## Trayectoria política
En 2019, a la edad de 24 años fue asesora en la Cámara de Diputados de la diputada Marina del Pilar Ávila Olmeda, y cuando esta se opera de la diputación para ser candidata de Morena a la presidencia municipal de Mexicali en 2019 fue su coordinadora de la campaña juvenil, y el resultar triunfadora en la elección de ese año y asumir como presidenta municipal de Mexicali, fue su secretaria particular de 2019 a 2021.

### Diputada federal (2021-2024)
En 2021 fue postulada por Morena como candidata a diputada federal por el Distrito 2 de Baja California, resultado ganadora en la elección, para la LXV Legislatura que tendrá término en 2024. En la Cámara de Diputados ha sido secretaria de las comisiones de Derechos Humanos; y, de Radio y Televisión; así como integrante de las comisiones de Gobernación y Población; de Reforma Política-Electoral; de Asuntos Frontera Norte; y, de Medio Ambiente y Recursos Naturales. 
Se separó del cargo mediante licencia entre el 11 y el 14 de octubre de 2022.

### Senadora por Baja California (2024-2030)
En 2024, fue postulada candidata a senadora en primera fórmula por el Movimiento Regeneración Nacional, siendo candidato en segunda fórmula el alcalde de Ensenada, Armando Ayala Robles. Resultaron ganadores al obtener el 50.37 % de los votos y, en consecuencia, fueron elegidos senadores por el principio de la mayoría relativa para las legislaturas de 2024 a 2030.